# Castilleja chiapensis
Castilleja chiapensis là loài thực vật có hoa thuộc họ Cỏ chổi. Loài này được Brandegee mô tả khoa học đầu tiên năm 1914.